# ルキウス・アフラニウス
ルキウス・アフラニウス（ラテン語: Lucius Afranius、生年不明 - 紀元前46年）は紀元前1世紀初期・中期の共和政ローマの政治家・軍人。紀元前60年に執政官（コンスル）を務めた。

## 出自
ルキウス・アフラニウスは無名のプレブスであるアフラニウス氏族の出身である。父のプラエノーメン（第一名、個人名）がアウルスであることは分かっているが、最下級の出自であった。同時代の人物であるキケロは友人であるティトゥス・ポンポニウス・アッティクス宛の書簡の中で、単に「アウルスの息子」と呼ぶことが多いが、これはアフラニウスは祖父の名前すら分からず、著名な先祖がいないことに対して嘲笑していた可能性がある。

## 経歴

### 執政官就任まで
アフラニウスはその生涯を通じて、ポンペイウスの献身的な支持者であり、その出世はポンペイウスのおかげである。現存する資料の中で、アフラニウスに関する最初の言及は紀元前75年のものである。このときアフラニウスはポンペイウスの軍のレガトゥス（副司令官）として、ヒスパニアでマリウス派のクィントゥス・セルトリウスと戦った。スクロ川の戦いでは、ポンペイウス軍の左翼を指揮して、一時的に敵を圧倒するとができた。彼の兵士たちは敵の陣地に侵入したが、後にセルトリウスは状況を安定させることができた。この戦いの結果は引き分けと考えられているが、ポンペイウス軍が敗北から免れたのは、ヒスパニア・ウルテリオル総督クィントゥス・カエキリウス・メテッルス・ピウスの軍が到着したからであった。その後、アフラニウスはカラグリス・ナッシカ・ユリアを長期間包囲した後に攻撃し、完全に破壊した（復興するのはカエサル、アウグストゥスの時代）。
ある時点でアフラニウスはプラエトル（法務官）を務めたはずである。キケロの『ピソ弾劾』の中に、アフラニウスが属州総督を務め、ローマに帰還した後に凱旋式を実施したことが触れられている。これらが何時のことかは書かれていないが、セルトリウスの反乱が終わった紀元前72年から、アフラニウスが東方に出征した紀元前67年の間であろう。歴史学者は、法務官を務めたのは紀元前71年、属州総督は紀元前70年から紀元前69年と考えている。但し、凱旋式は属州総督の後ではなく、その前の紀元前70年に実施されたと推定されている。総督として赴任した属州は、ヒスパニア・ウルテリオル、ヒスパニア・キテリオル、ガリア・トランサルピナの何れかと思われる。
第三次ミトリダテス戦争が勃発すると、アフラニウスは再びポンペイウス軍のレガトゥスとなった。紀元前66年から紀元前65年にかけての冬、ポンペイウスはアフラニウスを軍の一部と共にアルメニアに残し、自身はミトリダテス6世と対決するためにコーカサスに移動した。アフラニウスはコルデュエネ地方を占領し（紀元前65年）、その後ポンペイウスと共に砂漠を越えてシリアへ進軍した。途中アマヌス山脈（現在のヌア山脈）でナバテア軍を撃破した。紀元前61年、アフラニウスはイタリアに戻った。この時のポンペイウスは、退役軍人に土地を分配したり、東方での彼の指示を遵守させるため、子飼いの人物を高い地位つける必要があった。このため、執政官選挙にアフラニウスを立候補させ、多額の資金を投じて選挙に臨んだ。

ポンペイウスはアフラニウスを執政官にしたいと考え、各トリブスにお金をばら撒き、民衆はそれを得るためにポンペイウスの庭に集まった。結果としてポンペイウスは評判を落としてしまった。執政官の職はローマの政務官の中で最高位のものであり、ポンペイウス本人もその成功の報酬としてその地位を得た。にもかかわらず、実力では当選できない人物のために、その地位を金で買おうとした。
プルタルコス『対比列伝：ポンペイウス』、44.

元老院議員の多数が反対したにもかかわらず、アフラニウスは当選した。同僚執政官はポンペイウスの義兄であるクィントゥス・カエキリウス・メテッルス・ケレルであった。その後に起こった出来事は、アフラニウスが執政官としての準備が出来ていなかったことを示している。ケレルはポンペイウスの敵の側に回り、その結果、ポンペイウスはカエサルやクラッススと同盟を結ばなければならなくなった。執政官任期の終わり頃、アフラニウスはゲルマン人の侵攻の脅威にさらされていた、ガリアの何れかの属州（キサルピナまたはトランサルピナ）を管轄したと思われるが、何れかを示す資料はない。
その後もアフラニウスは時折記録に登場する。紀元前57年9月には元老院で、ポンペイウスにローマにパンを供給する特別権限を与えるという提案を支持し、紀元前56年1月には、ローマに亡命していたプトレマイオス12世をエジプト王に復位させることを提唱し、紀元前55年2月には、政務官選挙違反に対する立候補者の責任を強化することを提案し、受け入れられている。同年、ポンペイウスはヒスパニアの3つの属州すべての正式な総督となったが、赴任はしなかった。このときアフラニウスはレガトゥスの権限で、ポンペイウスの代理としてヒスパニア・キテリオルを統治した。

### 内戦と戦死
ポンペイウスとカエサルの対立が内戦に発展した頃（紀元前49年1月）、アフラニウスはヒスパニア・キテリオルで3個軍団を指揮していた。ポンペイウスの支持者たちはヒスパニア軍に大きな期待を寄せていた。2月には、アフラニウスがピレネー山脈でカエサルの将軍の一人であるガイウス・トレボニウスを破ったという噂がローマで広まった。実際には、アフラニウスは攻撃的な行動を計画していなかった。彼はルシタニア（アフラニウスが最高指揮権を握っていた）を支配していたマルクス・ペトレイウスと合流し、イレルダの街の近くに強力な防御陣地を確保した。紀元前49年6月には、ポンペイウス派とカエサル軍が激突したが、カエサルは既にイタリアを占領し、ポンペイウスをバルカン半島に追いやっていた。
アフラニウスとペトレイウスは、ローマ正規軍5個軍団、アウクシリア（補助兵）80個コホルス（約48,000）、騎兵5,000を有していた。一方カエサルは6個軍団、アウクシリア5,000人、騎兵6,000であった。カエサル軍の兵士は数では劣るが経験豊富であり、さらにポンペイウス派は内陸部への撤退を行わないという過ちを犯した。イレルダの戦いが始まったが、現地部族が次々にカエサル側に寝返ったことを知り、アフラニウスとペトレイウスはケルティベリアへの撤退を決定した。しかしカエサル軍に包囲され、アフラニウスは降伏に同意した。出された唯一の条件は全軍の解散であった。
しかしアフラニウス自身は戦いを止めようとはしなかった。彼は東へ行き、エピロスのデュッラキウムでポンペイウスと合流した。このときヒスパニア兵のコホルスを何個か率いていた。ポンペイウス派の重鎮達は、イレルダでの降伏を反逆罪であるとして、アフラニウスを非難した。デュッラキウムの戦いでポンペイウス軍が勝利した後、アフラニウスはポンペイウスに対して、一旦イタリアに戻り、強力な艦隊でバルカン半島のカエサル軍を封鎖し、撃破するように助言したが、ポンペイウスははこの計画を受け入れなかった。結局ポンペイウスはそのままカエサルを追撃し、ファルサルスの戦いが起こる。このときアフラニウスは野営地を守る軍を指揮したが、戦いはカエサルの勝利に終わった。敗北後、アフラニウスはカエサルの慈悲に頼ることができないと考え、マルクス・ポルキウス・カト・ウティケンシスと共にデュッラキウムに逃れ、さらにアフリカ属州に逃れ 、そこでクィントゥス・カエキリウス・メテッルス・ピウス・スキピオ・ナシカクイントゥス・セシリウス・メテルス・スキピオの指揮下で戦いを続けた。
アフラニウスはタプススの戦いに加わるが、ポンペイウス派は再び敗北した（紀元前46年4月）。その後、彼はファウストゥス・コルネリウス・スッラとともに、マウレタニアを通ってヒスパニアに向かい、そこで古い支持者を集めることを決意した。しかし、彼の2,500人の分遣隊は、カエサル派のプブリウス・シッティウスの待ち伏せに遭い、ほぼ全滅した。アフラニウスは捕らえられた。数日後、兵士の反乱が起こり、アフラニウスはスッラと共に殺された。スエトニウスとフロルスは、これはカエサルの命令によって行われた処刑であったと主張している 。

## 子孫
アフラニウスには息子が一人おり、ヒスパニアで戦っている。

## 参考資料

### 古代の資料
- ルキウス・アンナエウス・フロルス『700年全戦役略記』
- アッピアノス『ローマ史』
- ガイウス・サッルスティウス・クリスプス『アフリカ戦記』
- ウェッレイウス・パテルクルス『ローマ世界の歴史』
- カッシウス・ディオ『ローマ史』
- オロシウス『異教徒に反論する歴史』
- プルタルコス『対比列伝』
- ガイウス・スエトニウス・トランクィッルス『皇帝伝』
- マルクス・トゥッリウス・キケロ『アッティクス宛書簡集』
- ガイウス・ユリウス・カエサル『内乱記』

### 研究書
- Egorov A. Julius Caesar. Political biography. - SPb. : Nestor-History, 2014 .-- 548 p. - ISBN 978-5-4469-0389-4 .
- Korolenkov A. Quintus Sertorius. Political biography. - SPb. : Aletheia, 2003 .-- 310 p. - ISBN 5-89329-589-7 .
- Utchenko S. Julius Caesar. - M .: Mysl, 1976 .-- 365 p.
- Broughton R. Magistrates of the Roman Republic. - New York, 1952. - Vol. II. - P. 558.
- Klebs E. Afranius 1 // Paulys Realencyclopädie der classischen Altertumswissenschaft . - Stuttg.  : JB Metzler, 1894. - Bd. I, 1. - Kol. 708.
- Klebs E. Afranius 2 // Paulys Realencyclopädie der classischen Altertumswissenschaft . - Stuttg.  : JB Metzler, 1894. - Bd. I, 1. - Kol. 708.
- Klebs E. Afranius 6 // Paulys Realencyclopädie der classischen Altertumswissenschaft . - Stuttg.  : JB Metzler, 1894. - Bd. I, 1. - Kol. 710-712.